# Universiteit van Californië

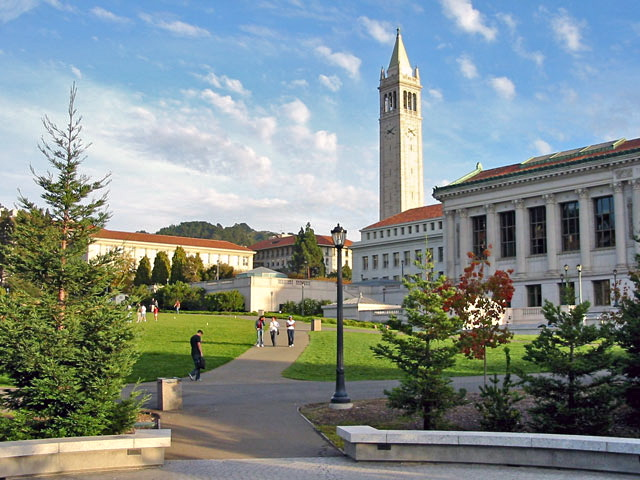
Universiteit van Californië - Berkeley

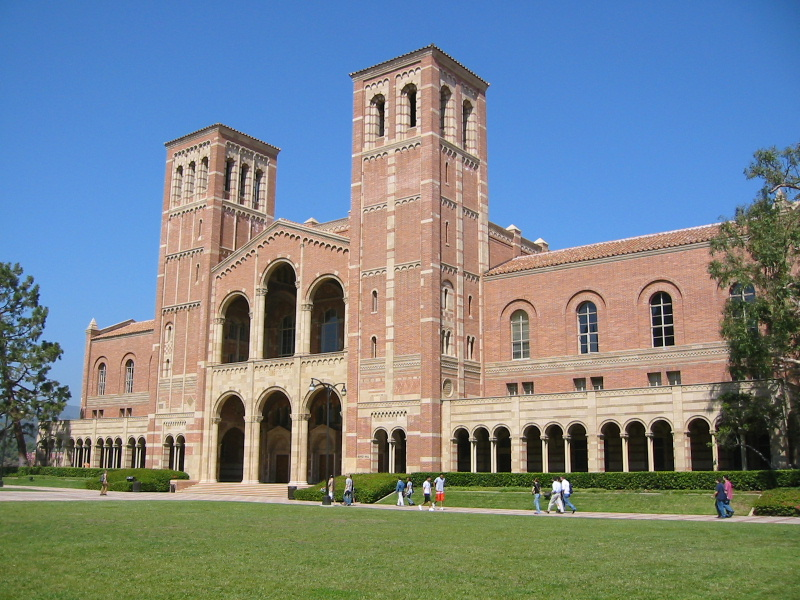
Universiteit van Californië - Los Angeles

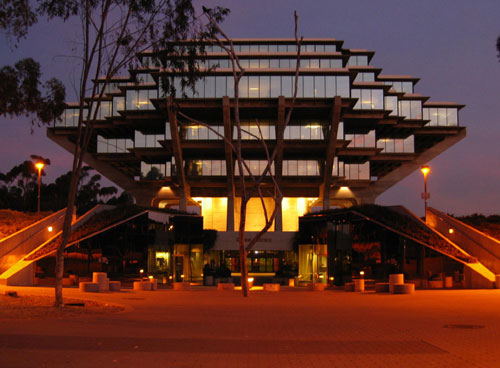
Universiteit van Californië - San Diego

De Universiteit van Californië (UC, Engels: University of California) is een openbaar universiteitsysteem in de Amerikaanse staat Californië. Het netwerk van de Universiteit van Californië bestaat uit tien universiteitscampussen verspreid over de staat. De Universiteit van Californië is een van de drie netwerken van openbaar hoger onderwijs in Californië. De andere zijn de California State University (CSU) met 23 campussen, en het California Community Colleges System met 114 community colleges. Het verschil met de CSU is voornamelijk dat die veel meer op onderwijs gericht is, terwijl bij de UC wetenschappelijk onderzoek een van de belangrijkste activiteiten is.
In totaal studeren zo'n 235.000 studenten aan de universiteit en zijn er ongeveer 19.000 professoren en onderzoekers en ruim 187.000 personeelsleden. Er zijn naar schatting 1,6 miljoen levende alumni van de Universiteit van Californië.
Mede dankzij topuniversiteiten als Berkeley en UCLA wordt het Universiteit van Californië-systeem algemeen beschouwd als een van de meest prestigieuze publieke universiteitssystemen in de wereld. Verschillende universiteiten in het systeem staan op rankings van de beste universiteiten in de VS. Volgens de Academic Ranking of World Universities van 2011, die wereldwijd zowel particuliere als openbare universiteiten beoordeelt, staat UC Berkeley op de vierde plaats.

## Campussen
Het Universiteit van Californië-systeem bestaat uit de volgende campussen:
- Universiteit van Californië - Berkeley
- Universiteit van Californië - Davis
- Universiteit van Californië - Irvine
- Universiteit van Californië - Los Angeles
- Universiteit van Californië - Merced
- Universiteit van Californië - Riverside
- Universiteit van Californië - San Diego
- Universiteit van Californië - San Francisco
- Universiteit van Californië - Santa Barbara
- Universiteit van Californië - Santa Cruz

Verder vallen onder de Universiteit van Californië ook:
- Hastings School of the Law
- Los Alamos National Laboratory (beheer voor United States Department of Energy)
- Lawrence Berkeley National Laboratory (beheer voor United States Department of Energy)